# Rhagonycha lignosa
Многокоготник кустарниковый, или мягкотелка кустарниковая (лат. Rhagonycha lignosa) — вид жуков-мягкотелок. 

## Описание
Длина тела взрослых насекомых (имаго) 5—7 мм. Голова и переднеспинка чёрная. Тело узкое. Ноги полностью жёлтые.

## Распространение
Вид встречается в Западной Европе, Турции, Эстонии, Латвии, Литве, Белоруссии, европейской части России